# Мисс Россия 2009
Мисс Россия 2009 — 17-й национальный конкурс красоты Мисс Россия, финал которого состоялся 8 марта 2009 года. В составе жюри были Алёна Долецкая, Валентин Юдашкин, Ольга Слуцкер, Дайана Мендоса (Мисс Вселенная 2008). В финале приняли участие 50 девушек. Ведущими конкурса были Иван Ургант и Вера Красова , 3 вице-мисс на конкурсе «Мисс Вселенная 2008».

## Результаты конкурса
| Итоговое место   | Участница |
| ---------------- | --- |
| Мисс Россия 2009 | - Санкт-Петербург — София Рудьева |
| 1 Вице-Мисс      | - Краснодарский край — Светлана Степанковская |
| 2 Вице-Мисс      | - Кохма — Ксения Шипилова |
| Топ 5            | - Якутия — Яна-Мария Ирназарова - Тобольск — Юлия Петрова |
| Топ 10           | - Москва — Ольга Жук - Ижевск — Евгения Олейникова - Нижний Новгород — Екатерина Тараева - Нижегородская область — Марина Плеханова - Волгоград — Маргарита Чаркина         |
| Топ 15           | - Набережные Челны — Венера Сибгатуллина - Саратов — Карина Тарантаева - Ульяновск — Кристина Айметдинова - Татарстан — Карина Исмагилова - Владивосток — Евгения Щербакова |

## Участницы
- 1. София Рудьева, г. Санкт — Петербург
- 2. Карина Тарантаева, г. Саратов
- 3. Екатерина Тараева, г. Нижний Новгород
- 4. Маргарита Чаркина, г. Волгоград
- 5. Дарья Михайлова, г. Вологда
- 6. Марина Плеханова, Нижегородская область
- 7. Алена Чикова, Челябинская область
- 8. Наталия Королева, г. Иркутск
- 9. Елена Житкевич, Иркутская область
- 10. Яна-Мария Ирназарова, г. Саха, Якутия
- 11. Анастасия Богушевская, г. Тольятти
- 12. Ольга Килемник, Хабаровский край
- 13. Агния Иванова, Алтайский край
- 14. Виктория Трофимова, г. Калининград
- 15. Евгения Щербакова, г. Владивосток
- 16. Айнура Аскерова, Московская область
- 17. Варвара Тараканова, г. Тюмень
- 18. Евгения Олейникова, г. Ижевск
- 19. Галина Степанова, г. Пермь
- 20. Вероника Кульбикова, г. Челябинск
- 21. Кристина Славникова, Бурятия
- 22. Наталья Евсеева, г. Тула
- 23. Наталия Жереге, г. Камышин
- 24. Оксана Трошина, г. Кострома
- 25. Ольга Жук, г. Москва
- 26. Кристина Шиндясова, Мордовия
- 27. Юлия Петрова, г. Тобольск
- 28. Татьяна Григораш, г. Иваново
- 29. Светлана Степанковская, Краснодарский край
- 30. Кристина Айметдинова, г. Ульяновск
- 31. Ирина Никитина, г. Архангельск
- 32. Кристина Величко, г. Пятигорск
- 33. Анна Симонова, г. Сургут
- 34. Дарья Макаренкова, г. Светлогорск
- 35. Яна Тарабаева, Волгоградская область
- 36. Маргарита Епифанова, г. Балтийск
- 37. Анна Вяткина, г. Омск
- 38. Алина Купаева, Ставропольский край
- 39. Юлия Степанова, г. Оренбург
- 40. Татьяна Горинович, г. Астрахань
- 41. Екатерина Попкова, г. Екатеринбург
- 42. Елизавета Чечеткина, г. Ростов-на-Дону
- 43. Венера Сибгатуллина, г. Набережные Челны
- 44. Юлия Стефанкина, г. Новороссийск
- 45. Ксения Храбовская, г. Хабаровск
- 46. Ксения Шипилова, г. Кохма
- 47. Лидия Хачетлова, Кабардино-Балкария
- 48. Анастасия Карзан, г. Новокузнецк
- 49. Наталья Переверзева, г. Курск
- 50. Карина Исмагилова, Татарстан[1].